# Ashley Crow
Ashley Diane Crow (ur. 25 sierpnia 1960 w Birmingham) – amerykańska aktorka filmowa i telewizyjna, występowała w roli Sandry Bennet w serialu Herosi.

## Życie prywatne
W latach 1988–1993 była żoną Billa Shanksa. Obecnie jest w związku z Matthew Johnem Armstrongiem, z którą ma syna Pete’a (ur. 2002).

## Filmografia

### Filmy
- 1993: Synalek – Janice Evans
- 1994: Wielka mała liga – Jenny Heywood
- 1999: Jedwabna nadzieja – Natalie
- 2002: Raport mniejszości – Sarah Marks

### Seriale
- 1986–1987: As the World Turns – Beatrice McColl
- 1987: McCall – Samantha Chesborough
- 1991: Jackie – Lee Radziwill
- 1991: Prawo i porządek – Jenna Kealey
- 1996: Dotyk anioła – Jocelyn
- 1996: Zdarzyło się jutro – Nikki Porter
- 1999: Wszyscy kochają Raymonda – Jennifer Whelan
- 2000: Ich pięcioro – Beth Colt
- 2001: Cień anioła – Trudy
- 2004: Bez skazy – sędzia
- 2004: American Dreams – siostra Mary Agnes
- 2006–2010: Herosi – Sandra Bennet
- 2009: Mentalista – Elaine Brody
- 2010: Chirurdzy – Linda Colter
- 2011–2012: Tajemny krąg – Jane Blake
- 2014: Nie z tego świata – mama